# Catumiri parvum
Catumiri parvum is een spin uit de familie vogelspinnen (Theraphosidae) en lid van het geslacht Catumiri parvum. Deze spin treft men aan in Uruguay en Brazilië.